# Камен-Дял
Ка́мен-Дял (болг. Камен дял) — село у Варненській області Болгарії. Входить до складу общини Дилгопол.

## Населення
За даними перепису населення 2011 року у селі проживала 241 особа, з них 36 осіб (92,3%) — болгари.
Розподіл населення за віком у 2011 році:
Динаміка населення: